# Маверік (округ, Техас)
Шаблон:StateAbbr_ 28°45′ пн. ш. 100°19′ зх. д. / 28.75° пн. ш. 100.32° зх. д.
Округ Маверік (англ. Maverick County) — округ (графство) у штаті Техас, США. Ідентифікатор округу 48323.

## Історія
Округ утворений 1871 року.

## Демографія
За даними перепису 2000 року загальне населення округу становило 47297 осіб, зокрема міського населення було 41829, а сільського — 5468. Серед мешканців округу чоловіків було 22648, а жінок — 24649. В окрузі було 13089 домогосподарств, 11231 родин, які мешкали в 14889 будинках. Середній розмір родини становив 3,98.
Віковий розподіл населення поданий у таблиці:
| Стать    | До 15 років | 15-21 | 22-29 | 30-39 | 40-49 | 50-65 | 65-85 | Понад 85 |
| -------- | ----------- | ----- | ----- | ----- | ----- | ----- | ----- | -------- |
| Чоловіки | 7431        | 2724  | 2252  | 3038  | 2689  | 2551  | 1815  | 148      |
| Жінки    | 7255        | 2717  | 2700  | 3340  | 3063  | 3043  | 2268  | 263      |

## Суміжні округи
- Кінні — північ
- Завала — схід
- Дімміт — схід
- Ювалде — північний схід
- Вебб — південний схід
- Guerrero Municipality, Coahuila[en], Мексика — південний захід
- Piedras Negras (municipality)[en], Коауїла, Мексика — південний захід
- Jiménez (municipality of Coahuila)[en], Мексика — захід

## Виноски
1. ↑  U.S. Decennial Census. United States Census Bureau. Архів оригіналу за 4 квітня 2018. Процитовано 4 травня 2015.
2. ↑  Texas Almanac: Population History of Counties from 1850–2010 (PDF). Texas Almanac. Архів оригіналу (PDF) за 26 лютого 2015. Процитовано 4 травня 2015.
3. ↑  State & County QuickFacts. United States Census Bureau. Архів оригіналу за 18 жовтня 2011. Процитовано 21 грудня 2013.(англ.) Наведено за англійською вікіпедією.
4. ↑  American FactFinder. Бюро перепису населення США. Архів оригіналу за 26 лютого 2012. Процитовано 31 січня 2008.

| США | Це незавершена стаття з географії США. Ви можете допомогти проєкту, виправивши або дописавши її. |